# Šírotlamka pelikánovitá
Šírotlamka pelikánovitá (Eurypharynx pelecanoides), jediný zástupce čeledi šírotlamkovitých (Eurypharyngidae), je hlubokomořská ryba z řádu holobřiší s dlouhým štíhlým tělem a bizarně zvětšenou tlamou. Dosahuje délky kolem 75 cm, má sytě černou barvu a protáhlé tělo. Charakteristický je pro ni rozměrný vak vytvořený kolem úst, který je tvořen elastickou tkání a vyztužený dlouhými kostmi čelistí. Jinak je kostra (až na páteř) značně redukovaná. Vak slouží při lovu kořisti, kterou se stávají např. pelagičtí korýši (hlavně krevety), menší ryby apod. Šírotlamka má také drobný světélkující orgán na konci ocasu. Vyskytuje se v hloubce několika set metrů až několika kilometrů v Atlantském, Indickém i Tichém oceánu. Jako ostatní holobřiché ryby prochází stádiem leptocefalové larvy.

## Popis

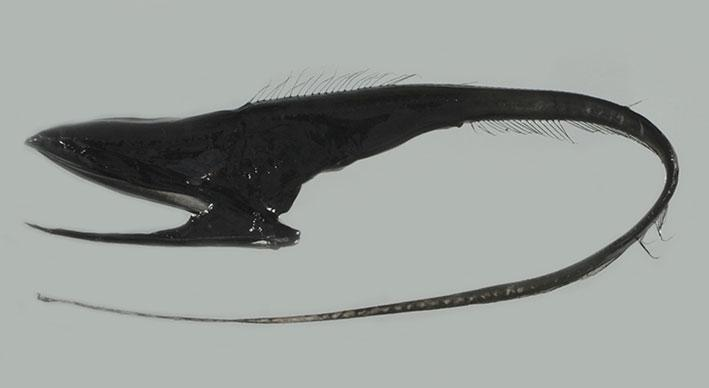
Dobře zachovalý vylovený exemplář šírotlamky

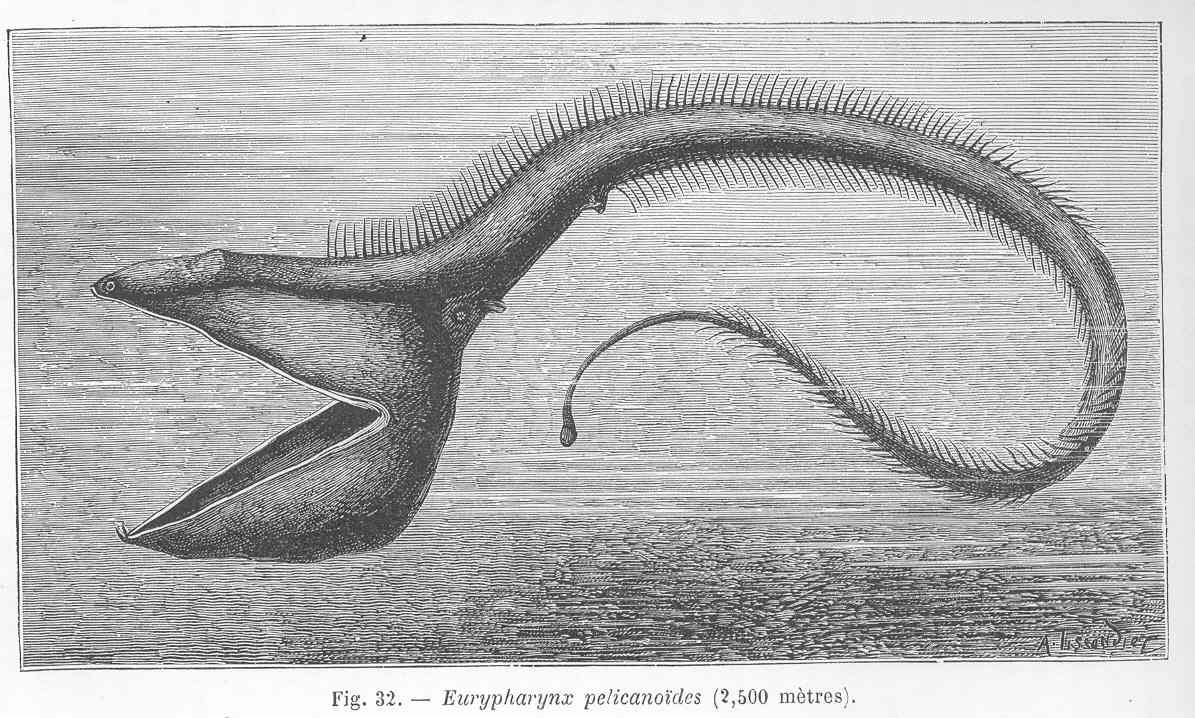
Šírotlamka na ilustraci z konce 19. století

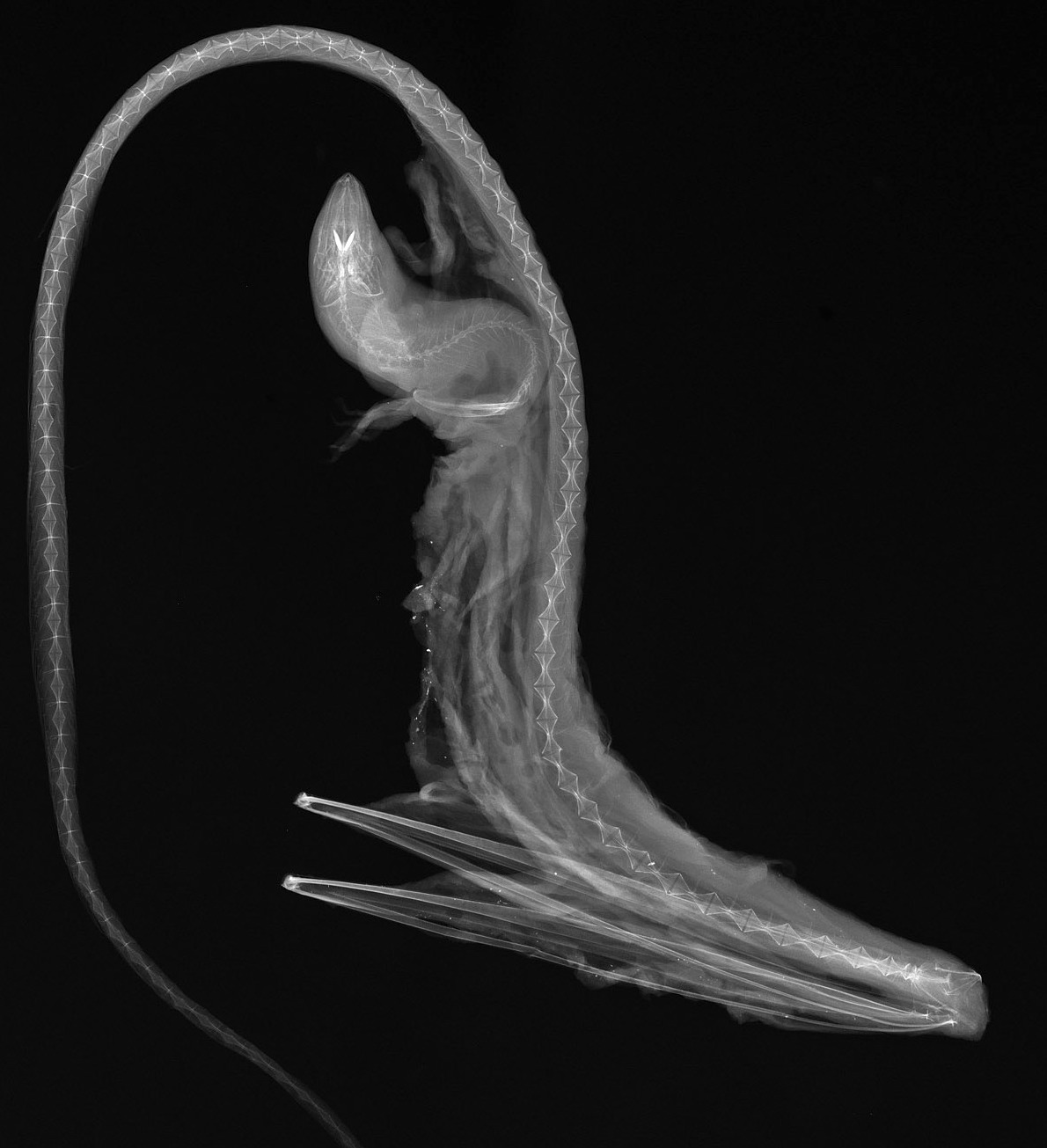
Rentgenový snímek kostry šírotlamky (a její kořisti v zadní části břicha)

Šírotlamka pelikánovitá je dlouhá štíhlá ryba, která dorůstá maximální velikosti asi 75 cm, většina ulovených jedinců je mezi 45–60 cm dlouhá. Jejich tělo je dosti jemné a tak jsou exempláře chycené do sítí často poškozené, běžně jim např. chybí ocas nebo jeho část. Tělo šírotlamky je tak jako u některých dalších ryb obývajících hlubiny oceánů velmi temně zbarvené, v nejsvrchnější části škáry se nachází vrstva těsně vedle sebe uspořádaných melanocytů. Šírotlamka je díky tomu v temnotě špatně viditelná, odráží jen minimum světla např. z bioluminiscenčních zdrojů, jimiž může být její kořist – či predátor – vybavena.
Čelisti šírotlamky ozbrojené četnými drobnými zoubky jsou prodloužené a jsou oporou mohutným ústům, která vytvářejí prostorný vak roztažitelný do takřka kulovitého útvaru. Vpředu umístěný zbytek lebky (neurocranium) je malý, zabírá jen málo přes desetinu celkové délky čelistí. Za hlavou jsou drobné žaberní otvory a malé zakrnělé prsní ploutve. Chrupavčitý skelet žaberních oblouků je zcela oddělen od lebky. Zvenku nejsou žábry chráněny skřelemi, skřelové kosti chybějí. Pletenec prsní ploutve je podobně jako žábry posunut neobvykle daleko vzad, nachází se v úrovni 19. obratle. Břišní ploutve šírotlamce tak jako ostatním holobřichým chybějí. Na konci těla se nachází malý světélkující orgán, jehož rolí je možná především nasměrování útoku predátorů právě na špičku dlouhého, ze stran zploštělého ocasu jakožto na nejpostradatelnější část těla.

### Potrava

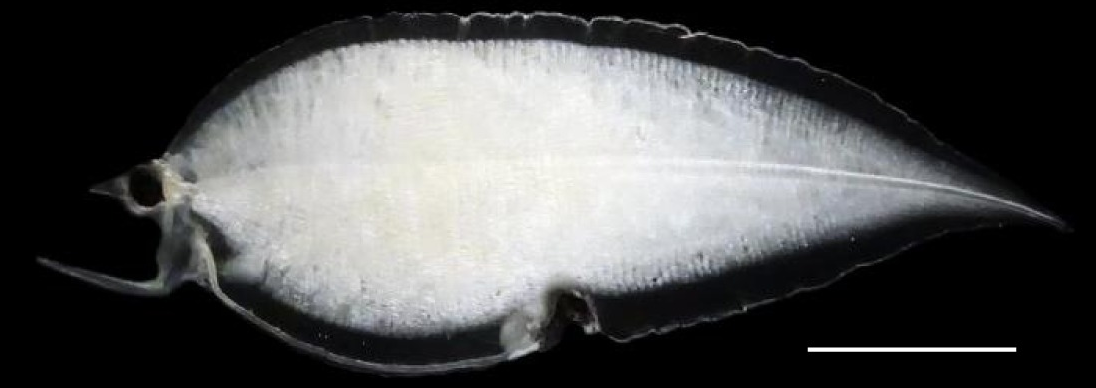
Leptocefalová larva šírotlamky

Přes zmínky o její hltavosti a schopnosti pozřít díky svým ústům velikou kořist se živí spíše menšími bezobratlými; její žaludek není příliš roztažitelný. Vodu, kterou ve velkém množství pohltí spolu s kořistí, je schopna před polknutím vypustit přes žábry a pootevřená ústa. V žaludcích zkoumaných exemplářů jsou nejčastěji nalézáni korýši, zejména pelagické krevety. Běžnou kořistí jsou také menší ryby (do 10 cm), méně častou hlavonožci, ploutvenky, pláštěnci a další. Výjimkou nejsou nálezy částí plovoucích chaluh, např. rodu Sargassum, v žaludcích šírotlamek. V oblastech, kde je tato řasa hojná (Sargasové moře), byly její úlomky nalezeny v žaludcích více než poloviny tamních šírotlamek.

### Smysly, rozmnožování
Na detekci kořisti se patrně podílí zejména jemná mechanorecepce zprostředkovaná velmi dobře vyvinutými receptory postranní čáry. Oči jsou relativně malé, ale dobře vyvinuté, umístěné na přední části hlavy. Jejich zorná pole se zčásti překrývají a umožňují tedy binokulární vidění. Naopak čichové orgány jsou spíše zakrnělé, nejlépe jsou vyvinuty u dospělých samců. U samců dochází během dospívání i k dalším změnám, mimo jiné ke ztenčení čelistních kostí, ztrátě zubů v dolní čelisti, ke zmenšení žaludku a zvětšení varlat. Je pravděpodobné, že se vytírají jen jednou za život a poté hynou. Samice snáší několik desítek tisíc jiker. Leptocefalová larva šírotlamky má vysoké tělo a široce otevřená ústa, přičemž několik předních zubů je jehličkovitě prodlouženo a nasměrováno šikmo vpřed (jde o adaptaci na snazší zachycování měkkých částic organických částic snášejících se ke dnu z vyšších vrstev vodního sloupce – tzv. mořského sněhu).

## Výskyt
Šírotlamka pelikánovitá se vyskytuje v hloubkách Atlantského, Indického i Tichého oceánu. V Atlantiku je její distribuce prozkoumána nejlépe, vykytuje se tu asi od 50° JŠ po 65° SŠ (až k jihoislandským vodám). Zejména z výsledků expedic vybavených uzavíratelnými sítěmi (kde se dá lépe sledovat hloubka, v níž probíhal lov) vyplývá, že se šírotlamky vyskytují v hloubkách větších než 0,5 km, relativně často kolem 1 až 1,5 km hluboko, ale sestupují patrně až do asi tříkilometrových hloubek.

## Příbuzenské vztahy
Šírotlamka pelikánovitá je jediný druh rodu šírotlamka (Eurypharynx) i čeledi šírotlamkovití (Eurypharyngidae). Je příbuzná některým dalším hlubinným holobřichým rybám řazeným společně s ní do podřádu Saccopharyngoidei dříve klasifikovaného jako samostatný řád velkotlamky (Saccopharyngiformes). V rámci tohoto podřádu je sesterskou skupinou šírotlamky čeleď velkotlamkovitých (Saccopharyngidae), jejíž zástupci jsou také vybaveni velikou tlamou, pomocí které ale loví větší kořist. Velkotlamkám a šírotlamkám jsou příbuzné relativně nedávno objevené ryby rodu Neocyema řazené do samostatné čeledi Neocyematidae. Zástupci všech tří čeledí sdílejí např. unikátní pořadí genů v mitochondriálním genomu.